# Erzsébet Gulyás-Köteles
Pour les articles homonymes, voir Gulyás.
Erzsébet Gulyás-Köteles, née le 3 novembre 1924 à Budapest et morte le 16 juin 2019 dans la même ville, est une gymnaste artistique hongroise. 

## Biographie

### Carrière
Aux Jeux olympiques de 1948 à Londres, Erzsébet Gulyás-Köteles remporte la médaille d'argent du concours général par équipes. Elle est  médaillée d'argent du concours général par équipes et médaillée de bronze en exercices d'ensemble avec agrès portatifs par équipes aux Jeux olympiques de 1952 à Helsinki. 
Elle est médaillée d'argent par équipes aux Championnats du monde de gymnastique artistique 1954.
Aux Jeux olympiques de 1956 à Melbourne, elle remporte le titre en exercices d'ensemble avec agrès portatifs par équipes et la médaille d'argent en concours général par équipes.